# وراثت آمیخته

اگر وراثت ویژگی‌های دو والد را با هم درآمیزد، گل‌ها در چند نسل به یک رنگ واحد همگرا می‌شوند.

وراثت آمیخته (به انگلیسی: Blending inheritance) یک نظریه منسوخ در زیست‌شناسی از سدهٔ ۱۹ است. نظریه این است که فرزندان هر ویژگی را به عنوان میانگینی از ارزش والدین آن ویژگی به ارث می‌برند. به عنوان نمونه‌ای از این پدیده، تلاقی یک گونه گل قرمز با یک گونه سفید از همان گونه، فرزندانی با گل صورتی به دست می‌دهد.
وراثت آمیخته با پذیرش عمومی وراثت ذره‌ای در طول گسترش ژنتیک نوین، پس از حدود سال ۱۹۰۰ کنار گذاشته شد.

وراثت آمیخته سبب میانگین‌گیری از هر صفت می‌شود، که همان‌طور که مهندس فلمینگ جنکین اشاره کرد، اگر آمیختگی سازوکار وراثت باشد، انتخاب طبیعی را غیرممکن می‌کند.